# Hortfund von Neupotz

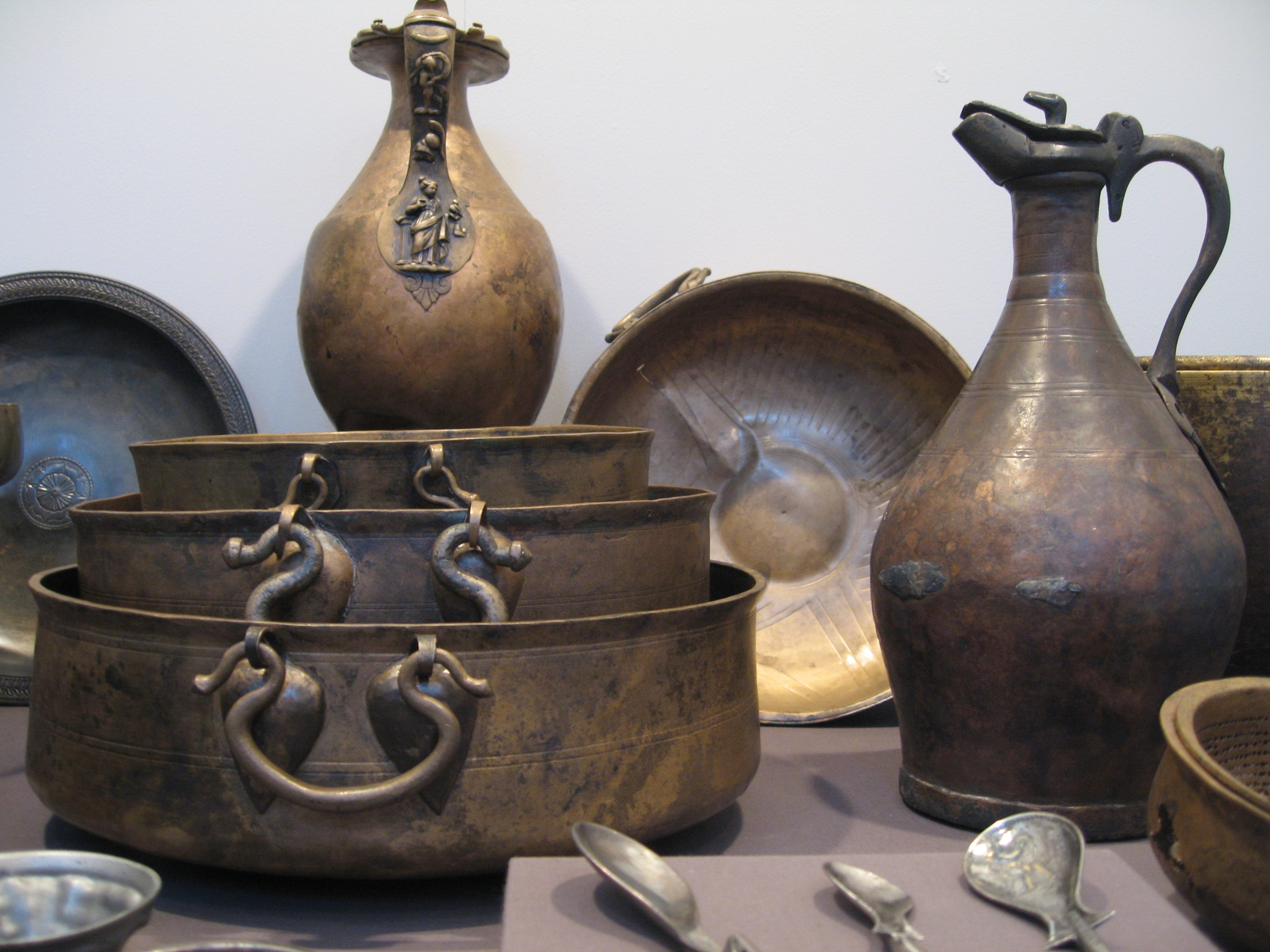
Römisches Geschirr aus Neupotz

Als Hortfund von Neupotz wird der mit 1062 Objekten und mehr als 700 kg größte römerzeitliche Metallfund Europas bezeichnet, der in den Jahren 1967–1997 bei der Kiesförderung aus einem Altrheinarm bei Neupotz im rheinland-pfälzischen Landkreis Germersheim in Deutschland durch den Schwimmgreifbagger ans Tageslicht befördert wurde.
Der Hort ist in Besitz der Eigentümer des Kieswerkes, der Gebrüder Kuhn. Diese überließen ihn 2016 als Dauerleihgabe dem Museum für Vor- und Frühgeschichte (Berlin); die Objekte sind im Neuen Museum Berlin ausgestellt.
Der Hortfund von Neupotz ist kein geschlossener Fund. Die Mehrzahl der Objekte gilt jedoch als zusammengehörig. Die aktuelle Interpretation des Fundkomplexes betrachtet diesen als ein im Jahre 260 verlorengegangenes Beutegut eines heimkehrenden alamannischen Plündererzuges. Die Germanen wurden bei der Rheinüberquerung eventuell von römischen Patrouillenbooten gestellt. Der „Barbarenschatz“, als Teil der wohl sehr umfangreichen Beute, ging in den Fluten des Rheines unter.

## Fundort

### Lage

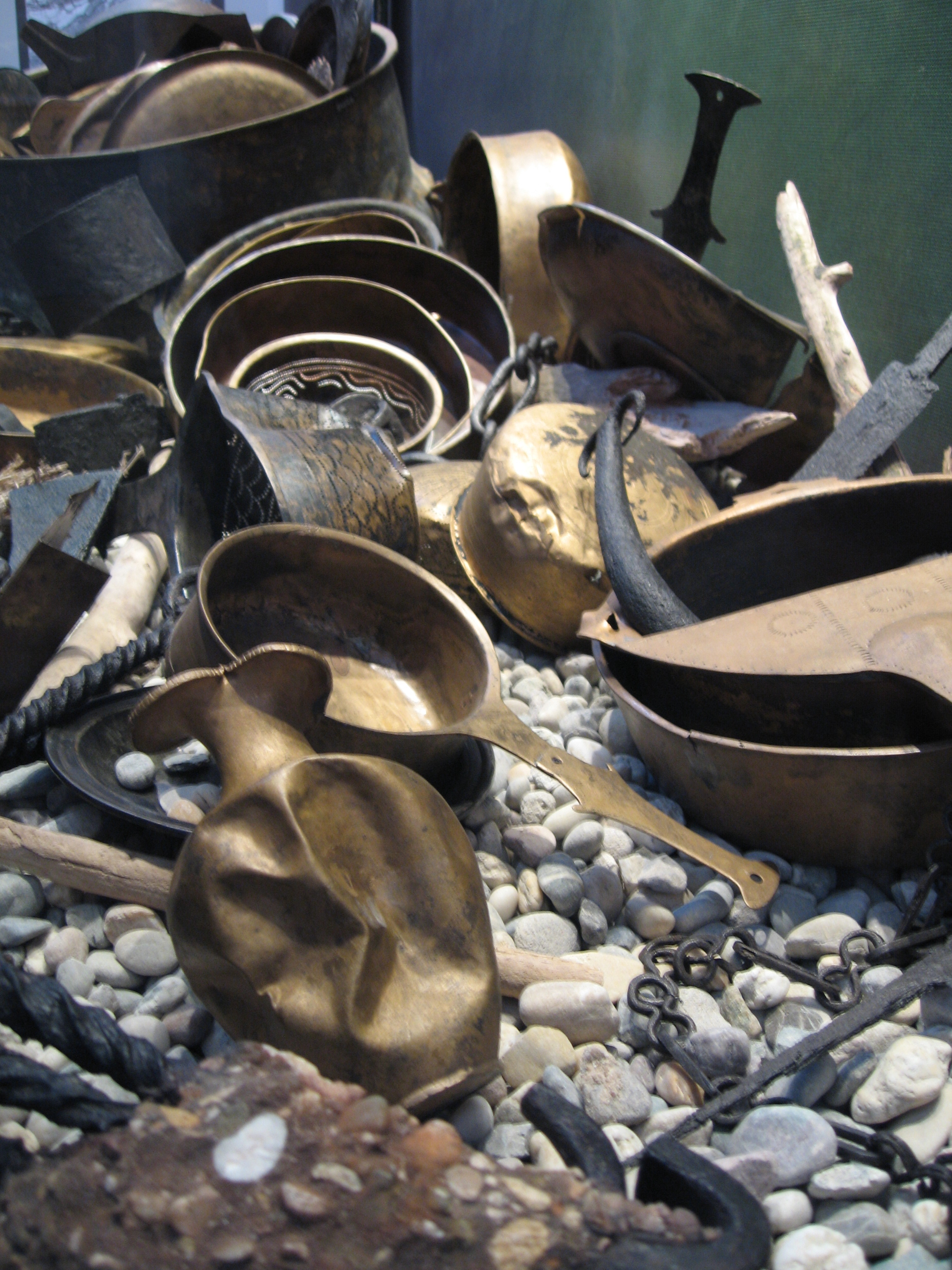
Nachstellung der Fundsituation

Die Fundstelle befindet sich südöstlich von Neupotz innerhalb eines ehemaligen Altrheinarmes. Das Fundgebiet umfasst ein Areal von 500 m × 300 m und liegt heute im Bereich zweier Baggerseen, welche durch einen etwa 30 m breiten Damm voneinander getrennt sind. Der Damm wurde als Fahrdamm stehengelassen, so dass er die Stratigraphie des Fundplatzes konservierte. Es kann davon ausgegangen werden, dass im Damm weitere archäologische Funde enthalten sind. Die Funde wurden aus einer Wassertiefe von acht bis zwölf Metern geborgen. Es gilt jedoch als wahrscheinlich, dass die Fundschicht selbst sich in etwa vier Meter Tiefe befand und nur gemeinsam mit der geförderten Kiesschicht in tiefere Lagen abrutschte.

### Fundgeschichte
Die Rheinschlinge bei Neupotz war im 3. Jahrhundert Teil des Hauptflussverlaufes. Der Fundplatz lag etwa in der Mitte zwischen den Legionslagern von Argentorate (Straßburg) und Mogontiacum (Mainz) in der römischen Provinz Germania superior („Obergermanien“). Der Großraum Civitas Nemetum wurde von Noviomagus Nemetum (Speyer) aus verwaltet. Ein räumlicher Bezug besteht zum großen Töpfereiort Tabernae (Rheinzabern), welcher in unmittelbarer Nähe des Fundortes liegt. Es wird vermutet, dass sich etwas nördlich der Fundstelle ein Hafen des römischen Industrieortes befand. Der Rheinverlauf zur Römerzeit war unübersichtlich, da stark mäandrierend, die Ufer waren dicht bewaldet.

## Datierung
Die Datierung des Barbarenschatzes stützt sich im Wesentlichen auf die enthaltenen 39 Münzen. Die jüngste Münze ist eine abgenutzte Antoninian-Münze des Probus. Unter Einbeziehung dieser Münze ließe sich der Fundkomplex auf etwa 277/278 n. Chr. datieren und den Probus-Kriegen zuordnen.
Neuere Forschungen gehen jedoch davon aus, dass die Probus-Münze nicht dem Barbarenschatz zuzuordnen ist. Zum einen könnte sie zufällig wie auch die nachrömischen Fundstücke zu den Objekten des Hortes gelangt sein, zum anderen ist die genaue Fundsituation vieler Münzen ungeklärt. Sie wurden oft aus den Abraumhalden aufgelesen und von den Findern mit nach Hause genommen. Erst später wurden diese Münzen, so auch die Probus-Münze, wieder dem Hortfund zugeführt. Somit kann nicht mit Sicherheit belegt werden, dass die Probus-Münze überhaupt zum originalen Münzumfang des Hortes gehörte. Fest steht, dass die Probus-Münze nicht in das Gesamtbild der restlichen Münzen passt, welche mit einer Schlussmünze des Gallienus 258–259 n. Chr. enden.

## Historischer Kontext

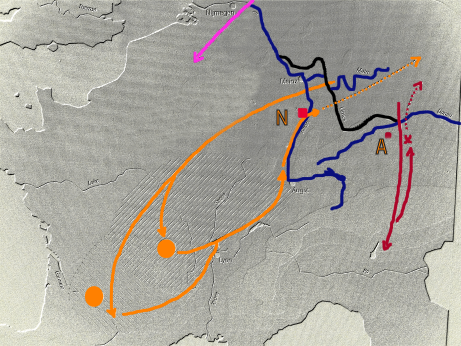
Plünderungszug der Alamannen (orange), Juthungen (rot) und Franken (pink) 260 n. Chr. – N=Neupotz, A=Augsburg

Der Fund wird den Germanenüberfällen von 259/260 n. Chr. zugeordnet, welche letztlich zum Fall des Limes führten. Er gehört damit zum selben Fundhorizont wie der Hortfund von Hagenbach oder der Hortfund von Otterstadt „Angelhof“. Insgesamt sind inzwischen 18 Baggerfunde des 3. Jahrhunderts aus dem Rhein zwischen Seltz und Mannheim bekannt.
Bereits im 2. Jahrhundert mehrten sich Berichte von Germanenüberfällen (beispielsweise 162 n. Chr. die Chatten). Die Zeit der Reichskrise des 3. Jahrhunderts führte zu einer erheblichen Schwächung der römischen Grenzen. Kaiser Valerian war mit der Abwehr der Goten an der unteren Donau und der Perser an der Ostgrenze des Reiches beschäftigt. Sein Sohn und Mitkaiser Gallienus versuchte die Nordwestgrenzen zu sichern. Das Reich steckte in einer schweren Krise. 233 n. Chr. brachen die 213 n. Chr. erstmals erwähnten Alamannen ins römische Reichsgebiet ein (allerdings ist diese „erste Nennung“ problematisch; sicher ist der Name erst 289 belegt). 259/260 n. Chr. wurde der Limes auf breiter Front überschritten und Germanen drangen ungehindert weit ins gallische Hinterland ein. Plünderungen dürften eines der Hauptziele dieser Einfälle gewesen sein. Der Limes war nicht nur eine militärische Markierung, sondern vor allem die Grenze des römischen Wirtschaftsgebietes.
Die Bevölkerung floh vor den eindringenden Germanen und ließ Geld und Geldeswert in Verstecken zurück. Zahlreiche Versteckhorte ermöglichen heute eine ungefähre Rekonstruktion der Plünderrouten. Als die Germanen reich mit Beute beladen, zu welcher auch Gefangene zählten, den Rückweg in die Heimatgebiete antraten, wurden sie mancherorts von römischen Truppen erwartet. Zeugnisse hierfür liefern unter anderem der Augsburger Siegesaltar, die Gründung des „Gallischen Sonderreiches“ durch Postumus und die erwähnten Beutehorte des Oberrheins. Bei Letzteren wird angenommen, dass Konfrontationen mit der römischen Rheinflotte zu den Verlusten führten. Teile der Beute gingen dabei in den Fluten unter, manches dürfte in den Besitz von römischen Truppen übergegangen sein, doch der größte Teil der Beute hat wohl die germanischen Gebiete erreicht.

## Fundobjekte

### Barbarenschatz

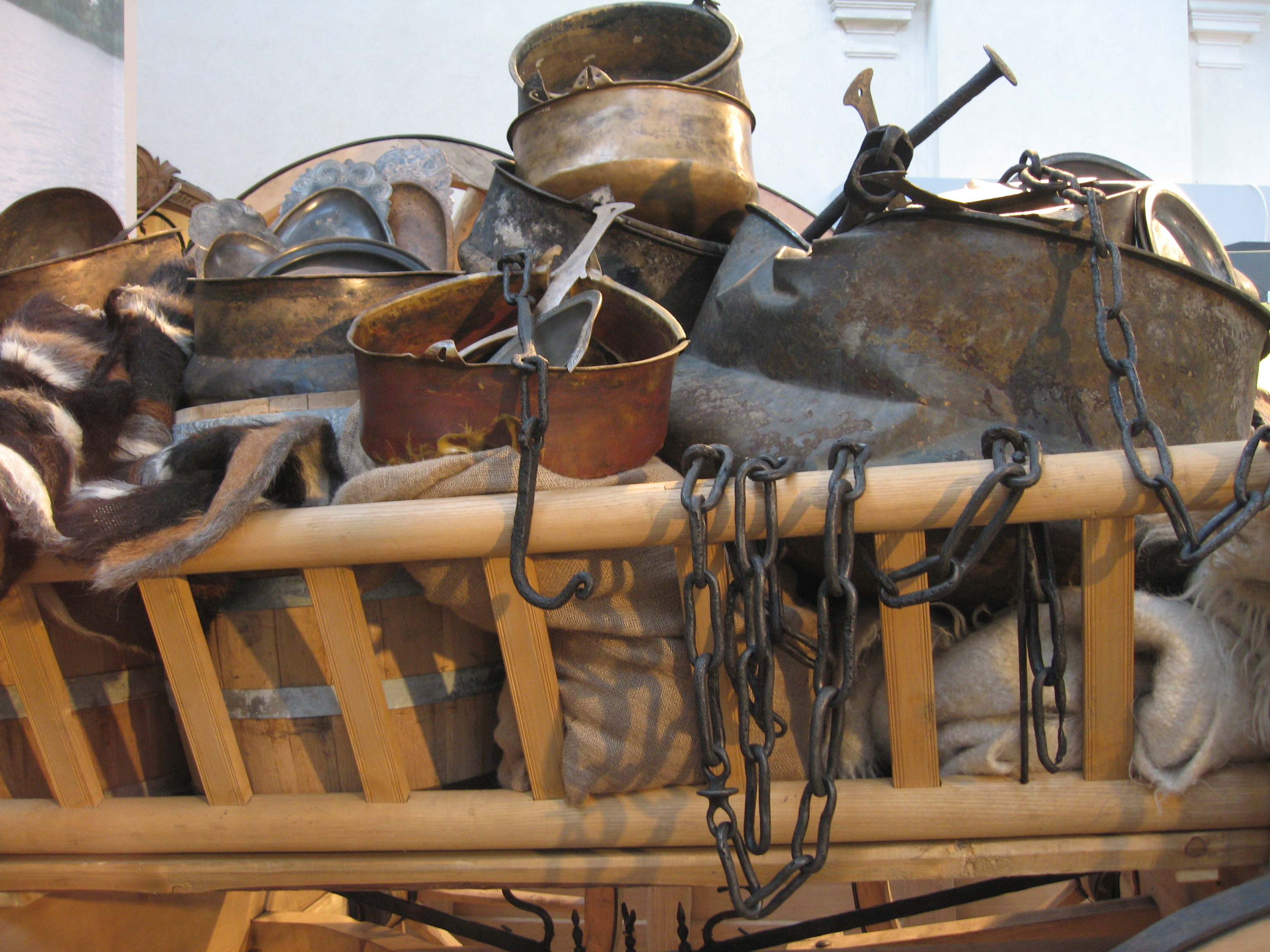
Nachstellung

Der „Barbarenschatz“ mit einem Gesamtgewicht von gut 700 kg besteht hauptsächlich aus Metallobjekten aus Silber (10 kg), Kupferlegierungen (203 kg) und Eisen (513 kg). Dies ist sicherlich auch eine Folge der Vergänglichkeit der organischen Bestandteile des Hortes, der Vergleich mit anderen Hortfunden zeigt jedoch, dass wegen der Metallarmut in den germanischen Heimatgebieten von den Plünderern bevorzugt Metallobjekte aus dem Römerreich abtransportiert wurden. Belegt wird das Interesse am reinen Metallwert auch anhand vieler Objekte, welche noch vor der Rheinüberquerung zerstückelt und geteilt wurden.

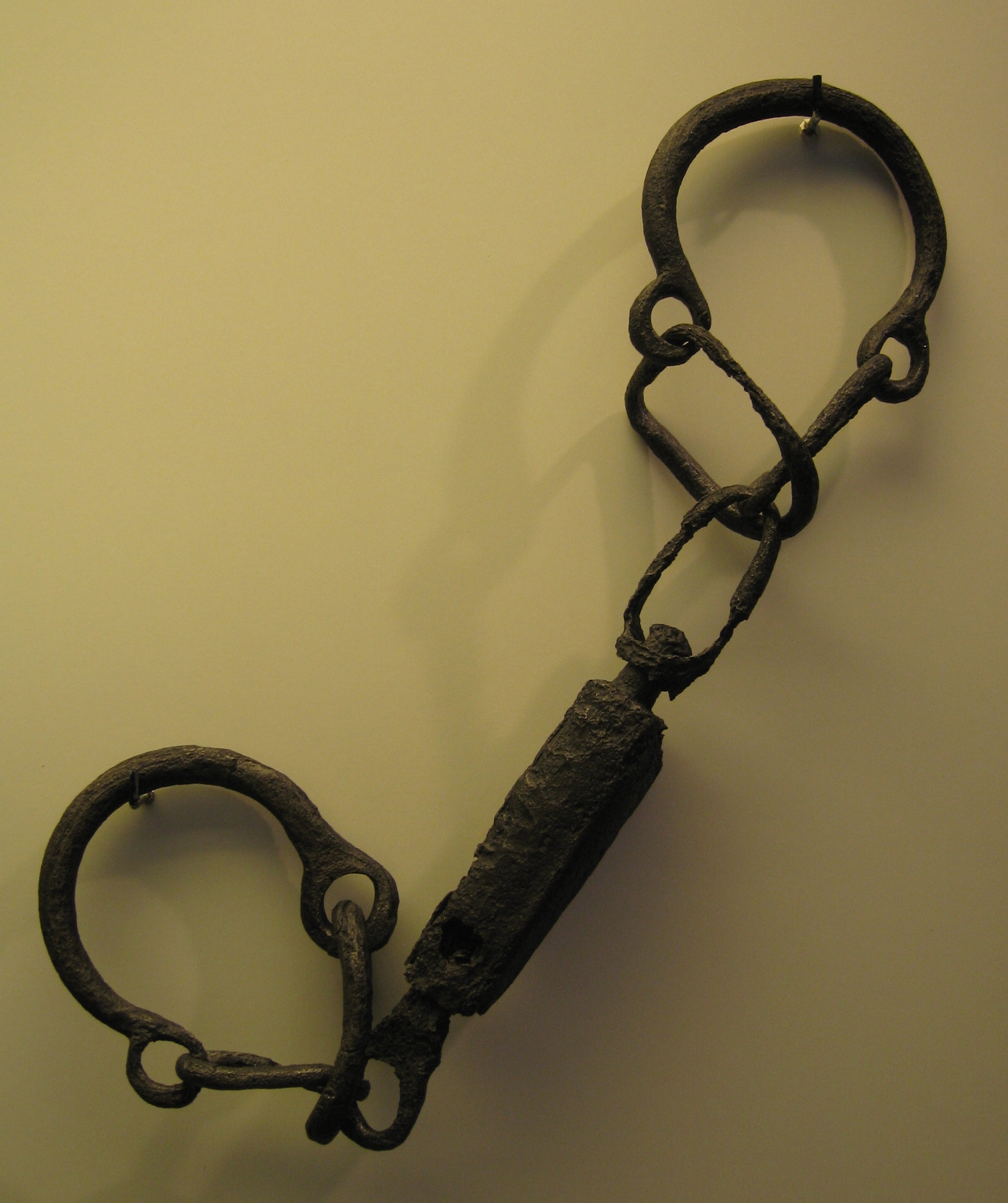
Fessel

Den zahlreichsten Bestandteil des Hortes stellt das Metallgeschirr. Hierzu zählen auch vier riesige Bronzekessel, welche weitere Bronzegefäße enthielten und auch als „Verpackung“ dienten. Küchengeschirr, Tafel- bzw. Trinkgeschirr gehören in großer Formenvielfalt zum Fundkomplex.
Eisenobjekte sind unter anderem als Werkzeuge und Geräte, Wagenteile, Schlösser und Fesseln vorhanden. Einen Schwerpunkt bilden hier die Eisenteile von Transportwagen und Zuggeschirr. Anhand der hierdurch gewonnenen Erkenntnisse wurde ein römerzeitlicher Transportwagen rekonstruiert. Sowohl Fesselringe, welche als Fußfesseln dienten, als auch „Handschellen“ konnten identifiziert werden. Während manche Fesseln sowohl für Tiere als auch für Gefangene verwendbar waren, konnten andere nur für Menschen bestimmt sein. Die Fesseln wurden gemeinsam mit den übrigen Objekten gefunden; deshalb ist es unwahrscheinlich, dass sie während der Rheinüberquerung von Gefangenen getragen wurden. Dass Gefangene aber zur Beute zählten, belegt die Inschrift des Augsburger Siegesaltars. Dort heißt es: „Dabei wurden viele tausende gefangene Italer herausgerissen“. Ein wichtiger Grund der Gefangennahme lag im Technologietransfer. Die Barbaren raubten nicht nur die Einrichtung ganzer Werkstätten, sondern auch die mit der Herstellung römischer Waren vertrauten Handwerker.

### Vorrömische Funde
Der Hortfund enthält mindestens vier vorgeschichtliche Waffen und Gefäße. Keines der Objekte befand sich im direkten Zusammenhang mit den antiken Funden. Für die Interpretation dieser Funde gibt es zwei kontrovers diskutierte Ansätze: Die Stücke könnten tatsächlich zum Beutegut gehört haben, beispielsweise als in einem öffentlichen oder privaten Heiligtum im Rahmen des Ahnenkults verehrte Stücke. Ebenso denkbar ist, dass es sich um frühere Weiheopfer gehandelt hat, welche im Fluss versenkt wurden und nun zufällig mit dem römerzeitlichen Beutehort ausgebaggert wurden.

### Nachantike Funde
Zu den geborgenen Objekten gehören auch 21 nachantike Gegenstände, beispielsweise frühmittelalterliche und fränkische Waffen. Diese Fundstücke dienen als Beleg, dass der „Zufall“ bei der Interpretation des Fundkomplexes mit einbezogen werden muss und kann. Dies ist für die Datierung des Hortes (siehe Probus-Münze) und für die vorgeschichtlichen Fundstücke bedeutend.